# サマーヴェル郡 (テキサス州)
サマーヴェル郡（サマーヴェルぐん、英: Somervell County）は、アメリカ合衆国テキサス州の中央部北、エドワーズ高原に位置する郡である。2010年国勢調査での人口は8,490人であり、2000年の6,809人から24.7%増加した。郡庁所在地はグレンローズ市（人口2,444人）であり、同郡で唯一かつ人口最大の都市でもある。郡名はテキサス共和国の陸軍長官を務めたアレクサンダー・サマーヴェルに因んで名付けられた。郡内にはテキサス州には2つしかない原子力発電所の1つであるコマンチピーク原子力発電所がある。
サマーヴェル郡はダラス・フォートワース・アーリントン大都市圏（メトロプレックスと呼ばれている）に属している。

## 歴史

### インディアン
カド族インディアンのアナダーコ集落がトリニティ川とブラゾス川に沿って散開していた。カドー語族のウィチタ族もこの地域に住んでいた。アナダーコはフランスとスペイン人との戦闘、後にはイギリス人との戦闘に巻き込まれ、さらには免疫が無かった疫病などで深刻な影響を蒙った。これらの部族は1860年までにオクラホマ州に移住した。
トンカワ族はこの地域の狩猟採集型部族であり、同盟するカド族やカランカワ族と交易することが多かった。ウィチタ族やカランカワ族、ジュマノ族と同様、トンカワ族はその体や顔に刺青を施していた。トンカワ族は白人開拓者に友好的であり、テキサス・レンジャーやアメリカ陸軍の斥候に雇われる者もあった。トンカワ族はコマンチ族に追い出され、ブラゾス・インディアン居留地に、さらに後にはオクラホマ州に移住した。
コマンチ族は開拓者に対して襲撃を続けたが、1875年以降にオクラホマ州に移住させられた。

### サマーヴェル郡の設立
1843年、サミュエル・ヒューストンが打ち出したインディアンとの友好関係を作る政策の一部として、トーリー交易館が開設された。トマス・トーリーは銀行と信用の仕組みを使ってインディアンと売買し、盗まれた馬や捕虜になった人を取り返すこともあつた。トーリーはその事業を1848年にジョージー・バーナードに売却し、バーナードはその兄弟のチャールズと共に、ライムストーン郡テフアカナの店を、現在のフッド郡コマンチピーク近くに移した。ジュアナ・ジョセフィーナ・カバゾスは10代の時にコマンチ族の捕虜になっていた。ジュアナはマリア・ナルシソ・カバゾスの娘であり、ドン・ホセ・ナルシソ・カバゾスの孫娘だった。ドン・ホセは1792年にテキサスの広大な土地の特許を取得していた。ジョージー・バーナードがインディアンから身請けしたが、弟のチャールズが1848年にジュアナと結婚した。
サマーヴェル郡は1875年にフッド郡から分離して設立された。グレンローズの町が郡庁所在地になった。
サマーヴェル郡は1882年にグレンローズの町に最初の郡庁舎を建てたが、1893年の火災で郡の記録全てと共に郡庁舎は焼けた。2代目の郡庁舎は1894年に、建築家ジョン・マコーミックによって建設され、それが現在まで続いている。その屋根と時計塔は1902年の竜巻で損傷した。郡の当時の修繕費は限られたものだったので、時計塔はそのままになった。1986年になって当初の設計に合わせた修復が行われた。
グレンローズ・カレッジエイト・インスティチュート、別名グレンローズ・カレッジは1889年から1910年まで、信仰に基づく私立教育施設として運営された。公立学校との競合のために入学者が減り、閉校に追い込まれた。
公共事業促進局の下でグレンローズ市は新しい上下水道システムと、学校の校舎、缶詰工場および低水位ダムを建設した。
1970年代にコマンチピーク原子力発電所が稼動を始め、1,000人以上を雇用した。発電所に冷却水を送るスクウォークリーック貯水池も人気のあるレクリエーション地となった。

### 恐竜
1908年に起きたパラクシー川の大洪水で、白亜紀、おそらくはアクロカントサウルスの3本指の足跡が露出し、高校生のジョージ・アダムズが川床の石灰岩の中に発見した。その高校生は校長のロバート・マクドナルドにその発見を知らせた。アダムズは後の1930年代のいずれかの時点で、に模造の「巨人の足跡」を作って、観光客に売りさばくこともやった。このことで恐竜時代に人類がいたかどうかという議論まで起こった。1934年、郡民のチャーリー・モスが4本指の竜脚下目の足跡を発見した。ジム・ライアルズが実際に足跡を掘り出し、観光客に売った。ニューヨーク市アメリカ自然史博物館の古生物学者ローランド・T・バードが、ニューメキシコ州ギャラップの土産物店にあったアダムズの「巨人の足跡」を見つけ、それがまがい物だと分かったが、好奇心をそそられ、自分でグレンローズの地域を見るためにサマーヴェル郡を訪れた。バードの訪問が契機になって、恐竜の足跡を探すための公共事業促進局の2年間プロジェクトが始まった。アメリカ自然史博物館、テキサス大学、スミソニアン博物館および幾つかの地元博物館が、アメリカ合衆国でも保存状態の良い足跡といわれるものを保管している。パラクシー川に沿った土地は、1968年にテキサス州が購入して恐竜バレー州立公園とし、1972年に公開された。

## 地理
アメリカ合衆国国勢調査局に拠れば、郡域全面積は192平方マイル (497 km2)であり、このうち陸地187平方マイル (484 km2)、水域は5平方マイル (13 km2)で水域率は2.46%である。テキサス州では面積で3番目に小さな郡である。

### 主要高規格道路
- アメリカ国道67号線
- テキサス州道144号線

### 隣接する郡
- フッド郡 - 北
- ジョンソン郡 - 東
- ボスキー郡 - 南
- イーラス郡 - 西

## 人口動態
以下は2000年の国勢調査による人口統計データである。
| 基礎データ - 人口: 6,809人 - 世帯数: 2,438 世帯 - 家族数: 1,840 家族 - 人口密度: 14人/km2（36人/mi2） - 住居数: 2,750軒 - 住居密度: 6軒/km2（15軒/mi2） 人種別人口構成 - 白人: 92.19% - アフリカン・アメリカン: 0.28% - ネイティブ・アメリカン: 0.69% - アジア人: 0.26% - 太平洋諸島系: 0.01% - その他の人種: 5.11% - 混血: 1.45% - ヒスパニック・ラテン系: 13.44% 年齢別人口構成 - 18歳未満: 28.4% - 18-24歳: 7.7% - 25-44歳: 26.8% - 45-64歳: 23.7% - 65歳以上: 13.3% - 年齢の中央値: 37歳 - 性比（女性100人あたり男性の人口） - 総人口: 99.6 - 18歳以上: 95.9 | 世帯と家族（対世帯数） - 18歳未満の子供がいる: 37.4% - 結婚・同居している夫婦: 61.7% - 未婚・離婚・死別女性が世帯主: 9.6% - 非家族世帯: 24.5% - 単身世帯: 21.3% - 65歳以上の老人1人暮らし: 9.2% - 平均構成人数 - 世帯: 2.73人 - 家族: 3.17人 収入と家計 - 収入の中央値 - 世帯: 39,404米ドル - 家族: 46,458米ドル - 性別 - 男性: 32,4633米ドル - 女性: 23,381米ドル - 人口1人あたり収入: 18,367米ドル - 貧困線以下 - 対人口: 8.6% - 対家族数: 6.1% - 18歳未満: 10.3% - 65歳以上: 9.1% |

## メディア
サマーヴェル郡は北中テキサスのダラス・フォートワース・メディア市場に属している。地元ではテレビ局10局から放送が流されている。またウェーコ・テンプル・キリーン・メディア市場の放送も受信できる。郡内では「グレンローズ・レポーター」と「グレンローズ・ニューズペーパー」という2つの新聞が発行されている。

## 都市と町
- グレンローズ - 郡庁所在地
- ネモ、未編入の町
- グラス、未編入の町
- レインボウ、未編入の町